# راکسی سنت
رکسان سنت (به انگلیسی: Roxanne Saint؛ زادهٔ ۵ نوامبر ۱۹۷۷) که به‌طور حرفه‌ای با نام راکسی سنت شناخته می‌شود، خواننده، موسیقی‌دان، تهیه‌کنندهٔ ویدئو، کارگردان و بازیگر آمریکایی است که خوانندگی را از ۱۷ سالگی آغاز نموده. وی بیشتر به‌خاطر بازی در فیلم استریپرهای زامبی و به‌عنوان خوانندهٔ اصلی گروهٔ موسیقی گاث راکسی سنت اند بلک‌اوتس شناخته می‌شود.